# Darkey Kelly
Dorcas "Darkey" Kelly, död 7 januari 1761, var en irländsk bordellägare och påstådd mördare.
Hon ägde och skötte bordellen Maiden Tower i Dublin. Hon åtalades och dömdes skyldig till mordet på skomakaren John Dowling (död 1760). Hon avrättades genom bränning på bål. Efter hennes död hölls en stor vaka av prostituerade, som sedan ledde till att deltagarna sattes i fängelse för upplopp. Efter hennes död ska ytterligare fem lik av män ha återfunnits i hennes bordell, men sanningshalten i denna uppgift är obevisad.
Kelly har blivit föremål för en omfattande folklore i Dublin. Enligt legenden blev hon falskeligen åtalad sedan hon hade fått ett barn med Dublins sheriff och begärt underhåll av honom, medan han, som var medlem av Hellfire Club, ska ha svarat med att få henne åtalad, dömd och avrättad för mord sedan han mördat deras påstådda barn i en svart mässa.  En pub har fått sitt namn efter henne.